# Mary Tyler Moore

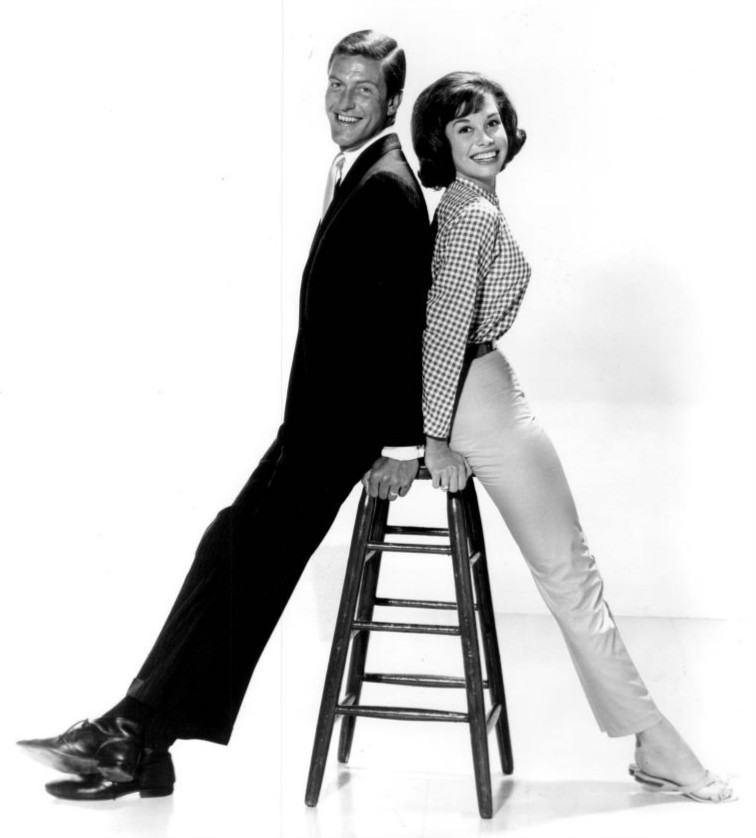
Dick Van Dyke en Mary Tyler Moore in 1961

Mary Tyler Moore (Brooklyn (New York), 29 december 1936 – Greenwich (Connecticut), 25 januari 2017) was een Amerikaanse actrice en comédienne.

## Loopbaan
De televisiecarrière van Moore begon met de rol van Happy Hotpoint bij Ozzie & Harriet, waar ze verscheen in tv-reclames. Ze deed auditie voor The Danny Thomas Show om daar de rol van Danny's dochter te spelen, maar kreeg de rol niet. Jaren later toen Moore bekend was zei Danny Thomas dat ze de rol niet kreeg omdat ze een te kleine neus had in vergelijking met zijn kanjer en dat dat niet geloofwaardig zou zijn om haar als zijn dochter te casten. Haar eerste grotere tv-rol was die van receptionisten in Richard Diamond, Private Detective.
Na nog enkele gastrollen kreeg ze haar eerste hoofdrol in de sitcom The Dick Van Dyke Show, die liep van 1961 tot 1966 en haar een eerste Golden Globe en twee  Emmy Awards opleverden. Er werd op voorhand gezegd dat de show niet langer dan vijf seizoenen zou lopen. Moore werd internationaal bekend voor haar vertolking van Laure Petrie.
In 1967 had ze veel succes in de speelfilm Thoroughly Modern Millie, maar haar filmcarrière kwam tijdelijk tot stilstand nadat ze in 1969 de tegenspeelster van Elvis Presley was geweest in diens laatste speelfilm Change of Habit. De film werd geen succes en Moore speelde elf jaar niet in een bioscoopfilm.
In 1970 ontwikkelden zij en haar toenmalige man Grant Tiner de sitcom The Mary Tyler Moore Show, die ze pitchten aan de CBS. De serie was destijds een baanbrekende serie omdat het de eerste serie was waar een werkende vrouw centraal stond in plaats van een huisvrouw. Voor deze rol ontving ze haar tweede Golden Globe en vier Emmy's. Bovendien behaalde de serie een record aantal Emmy's, wat pas in 2002 door Frasier gebroken werd. Nog steeds staat de serie in de top drie van series met de meeste Emmy's en is het de serie met de meeste Emmy's wat betreft enkel acteerprijzen. Valerie Harper en Cloris Leachman werden tijdens de serie eruit geschreven om zo met hun personages een eigen serie te krijgen en Ed Asner, die Lou Grant speelde, kreeg na het einde van de serie in 1977 een spin-off met zijn personage, dit werd wel geen sitcom, maar een dramareeks.
In 1981 kreeg Moore haar derde Golden Globe en werd ze genomineerd voor een Oscar voor haar hoofdrol in Ordinary People. Meer dan 25 acteerprijzen werden haar toegekend, waaronder haar zevende Emmy Award voor haar rol in de televisiefilm Stolen Babies (1993).

## Privéleven
Moore was drie keer getrouwd. Haar enige kind, een zoon, werd geboren in haar eerste huwelijk. Hij overleed in 1980 op 24-jarige leeftijd door een ongeval met een defect pistool.
Ze schreef twee keer haar memoires. In de eerste (1995) beschreef ze het gevecht tegen haar alcoholisme. In de tweede (2009) beschreef ze onder meer de gevolgen van haar diabetes mellitus type I. Ze was actief in inzamelingsacties voor de bestrijding van deze ziekte, vooral bij kinderen, en was internationaal voorzitter van de Juvenile Diabetes Research Foundation.
Mary Tyler Moore overleed in 2017 op 80-jarige leeftijd aan hartfalen, veroorzaakt door een combinatie van diabetes en een longontsteking. Ze werd begraven op de Oak Lawn Cemetry in Fairfield (Connecticut).

## Prijzen
| Jaar | Prijs                | Categorie                                            | Titel                     | Resultaat   |
| ---- | -------------------- | ---------------------------------------------------- | ------------------------- | ----------- |
| 1963 | Primetime Emmy Award | Beste actrice in een serie                           | The Dick Van Dyke Show    | Genomineerd |
| 1964 | Primetime Emmy Award | Beste actrice in een serie                           | The Dick Van Dyke Show    | Gewonnen    |
| 1965 | Golden Globe         | Beste vrouwelijke tv-ster                            | The Dick Van Dyke Show    | Gewonnen    |
| 1966 | Primetime Emmy Award | Beste actrice in een serie                           | The Dick Van Dyke Show    | Gewonnen    |
| 1971 | Primetime Emmy Award | Beste actrice in een komedieserie                    | The Mary Tyler Moore Show | Genomineerd |
| 1971 | Golden Globe         | Beste televisieactrice in een komedie of musical     | The Mary Tyler Moore Show | Gewonnen    |
| 1972 | Primetime Emmy Award | Beste actrice in een komedieserie                    | The Mary Tyler Moore Show | Genomineerd |
| 1972 | Golden Globe         | Beste televisieactrice in een komedie of musical     | The Mary Tyler Moore Show | Genomineerd |
| 1973 | Primetime Emmy Award | Beste actrice in een komedieserie                    | The Mary Tyler Moore Show | Gewonnen    |
| 1973 | Golden Globe         | Beste televisieactrice in een komedie of musical     | The Mary Tyler Moore Show | Genomineerd |
| 1974 | Primetime Emmy Award | Beste actrice in een komedieserie                    | The Mary Tyler Moore Show | Gewonnen    |
| 1974 | Primetime Emmy Award | Actrice van het jaar                                 | The Mary Tyler Moore Show | Gewonnen    |
| 1974 | Golden Globe         | Beste televisieactrice in een komedie of musical     | The Mary Tyler Moore Show | Genomineerd |
| 1975 | Primetime Emmy Award | Beste actrice in een komedieserie                    | The Mary Tyler Moore Show | Genomineerd |
| 1975 | Golden Globe         | Beste televisieactrice in een komedie of musical     | The Mary Tyler Moore Show | Genomineerd |
| 1976 | Primetime Emmy Award | Beste actrice in een komedieserie                    | The Mary Tyler Moore Show | Gewonnen    |
| 1976 | Golden Globe         | Beste televisieactrice in een komedie of musical     | The Mary Tyler Moore Show | Genomineerd |
| 1977 | Primetime Emmy Award | Beste actrice in een komedieserie                    | The Mary Tyler Moore Show | Genomineerd |
| 1977 | Golden Globe         | Beste televisieactrice in een komedie of musical     | The Mary Tyler Moore Show | Genomineerd |
| 1979 | Primetime Emmy Award | Beste actrice in een miniserie of televisiefilm      | First, You Cry            | Genomineerd |
| 1980 | Academy Award        | Beste actrice                                        | Ordinary People           | Genomineerd |
| 1981 | Golden Globe         | Beste actrice in een film - drama                    | Ordinary People           | Gewonnen    |
| 1982 | BAFTA Award          | Beste actrice                                        | Ordinary People           | Genomineerd |
| 1985 | Primetime Emmy Award | Beste actrice in een miniserie of televisiefilm      | Heartsounds               | Genomineerd |
| 1988 | Primetime Emmy Award | Beste actrice in een miniserie of special            | Lincoln                   | Genomineerd |
| 1993 | Primetime Emmy Award | Beste vrouwelijke bijrol in een miniserie of special | Stolen Babies             | Gewonnen    |

## Filmografie

### Films
- Against the Current (2009)
- That '70s Show (2006)
- Snow Wonder (2005, televisiefilm)
- The Dick Van Dyke Show Revisited (2004, televisiefilm)
- Blessings (2003, televisiefilm)
- The Gin Game] (2003, televisiefilm)
- Miss Lettie and Me (2002, televisiefilm)
- Cheats (2002)
- Like Mother Like Son: The Strange Story of Sante and Kenny Kimes (2001, televisiefilm)
- Mary and Rhoda (2000, televisiefilm)
- Labor Pains (2000)
- Good as Gold (2000, televisiefilm)
- Keys to Tulsa (1997)
- Payback (1997, televisiefilm)
- La freccia azzurra (1996, aka The Blue Arrow - stem)
- Flirting with Disaster (1996)
- Stolen Memories: Secrets from the Rose Garden (1996, televisiefilm)
- Stolen Babies (1993, televisiefilm)
- Thanksgiving Day (1990, televisiefilm)
- The Last Best Year (1990, televisiefilm)
- Lincoln (1988, televisiefilm)
- Just Between Friends (1986)
- Finnegan Begin Again (1985, televisiefilm)
- Heartsounds (1984, televisiefilm)
- Six Weeks (1982)
- Ordinary People (1980)
- First, You Cry (1978, televisiefilm)
- Mary's Incredible Dream (1976, televisiefilm)
- Run a Crooked Mile (1969, televisiefilm)
- Change of Habit (1969)
- Don't Just Stand There! (1968)
- What's So Bad About Feeling Good? (1968)
- Thoroughly Modern Millie (1967)
- X-15 (1961)
- Once Upon a Horse... (1958)

### Televisieseries
*In vijf of meer afleveringen
- Mary - Mary Brenner (1985-1986, dertien afleveringen)
- The Mary Tyler Moore Show - Mary Richards (1970-1977, 168 afleveringen)
- Rhoda - Mary Richards (1974-1977, zes afleveringen)
- The Dick Van Dyke Show - Laura Petrie (1961-1966, 153 afleveringen)